# 半正多面體
|  |  |  |  |
|  |  |  |  |
|  |  |  |  |
|  |  |  |  |
|  |  |  |  |

半正多面體是泛指所有由超過一種正多邊形所組成的多面體，並且要有對稱群，根據托羅爾德戈塞特的1900定義半正多面體有下面幾種：
- 13種阿基米德立體.
- 無限多種凸正稜柱.
- 無限多種凸正反稜柱（他們的半正性質是开普勒首次觀察到）

半正多面體並非只包含阿基米德立體，它包含了所有由正多邊形組成且具有嚴格對稱的多面體，包含了正稜柱和正反稜柱
這些半正多面體可以完全由一種頂點配置來描述。例如：3.5.3.5，表示截半二十面體，即每個頂點周圍都有2個三角形和2個五邊形。而若頂點配置有些微差異就會變成另外一種半正多面體，像是3.3.3.5是一個五角反稜柱。這些多面體有時被描述為vertex-transitive。
從Gosset開始有其他作者使用術語“半正”，以不同的方式，描述更高維度的立體。E. L. Elte提供了一種被考克斯特認為過於太人為的定義。考克斯特自己冠以戈塞特的數據正圖形，但只有相當有限的子集分類為半正圖形。 
然而，其他人採取了不同的方式，來分類半正多面體。這些內容包括：
- 三組符合戈塞特定義的星形多面體，類似於上面列出的凸多面體。
- 上述多面體的對偶多面體，由於他們具有相同的對稱性。這些多面體有：
  - 卡塔蘭立體
  - 凸雙錐體
  - 偏方面體
  - 其它的非凸類似物

進一步引起爭議的根源在於，阿基米德多面體的定義再次出現不同的解釋方式。
Gosset定義的半正多面體有更高的對稱性，正多面體和擬正多面體，後來的一些學者認為，這些都不是半正多面體，因為他們過於「正」了，並認為均勻多面體比較適合，這個命名系統的比較好，並協調許多（但絕不是全部）爭議。